# Pieśni ludu Podhalan, czyli górali tatrowych polskich
Pieśni ludu Podhalan, czyli górali tatrowych polskich – zbiór pieśni górali podhalańskich zgromadzony i opracowany przez Ludwika Zejsznera, opatrzony studium etnograficznym Rzut oka na Podhale. Został wydany w 1845 przez J. Kaczanowskiego w Warszawie.
Zbiór zawiera 740 pieśni, podzielonych na cztery rozdziały: pieśni miłosne, ślubne śpiewanki, pasterskie śpiewanki i piosenki zbójnickie oraz żołnierskie. Zebrane zostały bezpośrednio w terenie, podczas rozmów z góralami, którzy najczęściej opiewali w nich autentyczne wydarzenia ze swojego życia. Cechuje je więc realizm, humanizm ludowy i charakter narodowy. W wielu z nich przejawiają się dowcip, ironia, a nawet zjadliwa satyra. Ze zbioru Zejsznera korzystali potem liczni poeci, m.in. Wincenty Pol, Adam Asnyk, Kazimierz Przerwa-Tetmajer, czy Jan Kasprowicz.